# Andréa de Mayo
Andréa de Mayo (São Paulo, 4 de maio de 1950 – São Paulo, 16 de maio de 2000) foi uma empresária do bas-fond paulistano e militante travesti pelos direitos LGBT.
Em 1988, sua vida foi um dos temas do filme-documentário do suíço Pierre-Alain Meier, Dores de Amor, junto com as vidas de outras quatro personagens da cena transgênera paulistana: Brenda Lee, Thelma Lipp, Condessa Mônica, Cláudia Wonder.

## Vida e carreira
Andréa vivia como empresária de sua casa noturna, a Prohibidus, uma boate de estilo trash-cult no centro de São Paulo, desativada pouco após sua morte.
Militante incansável, era freqüentemente chamada para participar de programas para debater em defesa dos direitos das Travestis e Transexuais. Um de seus embates mais emblemáticos foi no Programa Livre de Serginho Groisman, na época ainda do SBT, com o político paulistano Afanásio Jazadji, que assumidamente não simpatizava com as causas LGBTs e chegou a declarar que os homossexuais deviam ser afastados do convívio social, notícia que foi veiculada na Folha de S. Paulo, 19 de julho de 1985.
Na década de 90, Andreia procurou alguns políticos garantindo seu voto e daqueles que a seguiam em troca da criação de um estatuto que garantisse os direitos cívicos a todos os integrantes da comunidade LGBT paulistana. Muito conhecida na cena artística paulistana, ela foi inclusive amiga intima de algumas personalidades.

## Morte
Andréa morreu em uma clínica de cirurgia plástica um dia após se submeter à retirada de silicone industrial das nádegas e de suas coxas, morte provavelmente em virtude de embolia. Antes da cirurgia, contudo, ela havia assinado um termo se responsabilizando pelos riscos da retirada do silicone, que eram bem altos em um procedimento desse tipo. Pedro de Lara foi o único famoso a comparecer ao enterro de Andreia, que aconteceu no Cemitério da Consolação, em São Paulo. Além de Pedro, cerca de 30 pessoas foram dar o último adeus à artista. O ex-jurado do SBT estava muito emocionado e fez diversas declamações de amizade a Andréa. A missa de sétimo dia foi na boate que pertencia a ela, a Prohibidus.

## Homenagens
Em março de 2005, o estilista Walério Araújo ambientou seu desfile na capela do Hospital Umberto Primo, rendendo homenagem póstuma a Andreia.
Dia 17 de novembro de 2016, o Serviço Funerário do Município de São Paulo organiza uma cerimônia de homenagem a Andréa de Mayo, foi fixado uma placa com o nome social no túmulo localizado, na Rua 25 LE Terreno 22, no Cemitério da Consolação . Renato Cymbalista, entusiasta da homenagem, doou a placa no túmulo.